# Pseudomaenas maculipennis
Pseudomaenas maculipennis là một loài bướm đêm trong họ Geometridae.